# Schloss Hohenschönhausen
Das Schloss Hohenschönhausen (auch: Bürgerschloss Hohenschönhausen) ist ein Gutshaus, das sich im Berliner Ortsteil Alt-Hohenschönhausen des Bezirks Lichtenberg befindet. Es gelangte 2008 in den Besitz des Fördervereins Schloss Hohenschönhausen und steht auf der Berliner Denkmalliste. Im Jahr 2021 hat die Wohnungsbaugenossenschaft NEUES BERLIN eG das Gutshaus erworben und es seither denkmalgerecht saniert. 

## Geschichte

### 13. bis 20. Jahrhundert
Die erste Bebauung des heutigen Schlossareals fand zwischen dem 13. und 15. Jahrhundert statt, das Gelände wurde damals vermutlich von einer Schulzenfamilie bewohnt. Ende des 15. Jahrhunderts errichtete die Adelsfamilie von Röbel darauf einen Gutshof, den der Kaufmann Adam Ebersbach am 2. Juli 1736 erwarb. 1817 kaufte der Staatsrat Christian Friedrich Scharnweber, preußischer Reformer und enger Mitarbeiter des preußischen Staatskanzlers Karl August Fürst von Hardenberg, das Gut. Im Jahr 1890 wurde das Anwesen an die Terrain-Erschließungsgesellschaft des Aachener Bankiers Henry Suermondt verkauft und anschließend parzelliert. Im Jahr 1893 ging das nun als Schloss bezeichnete Gebäude in den Besitz des Fabrikbesitzers Gerhard Puchmüller der zahlreiche Umbauten durchführen sowie das Vestibül mit Malereien dekorieren ließ.

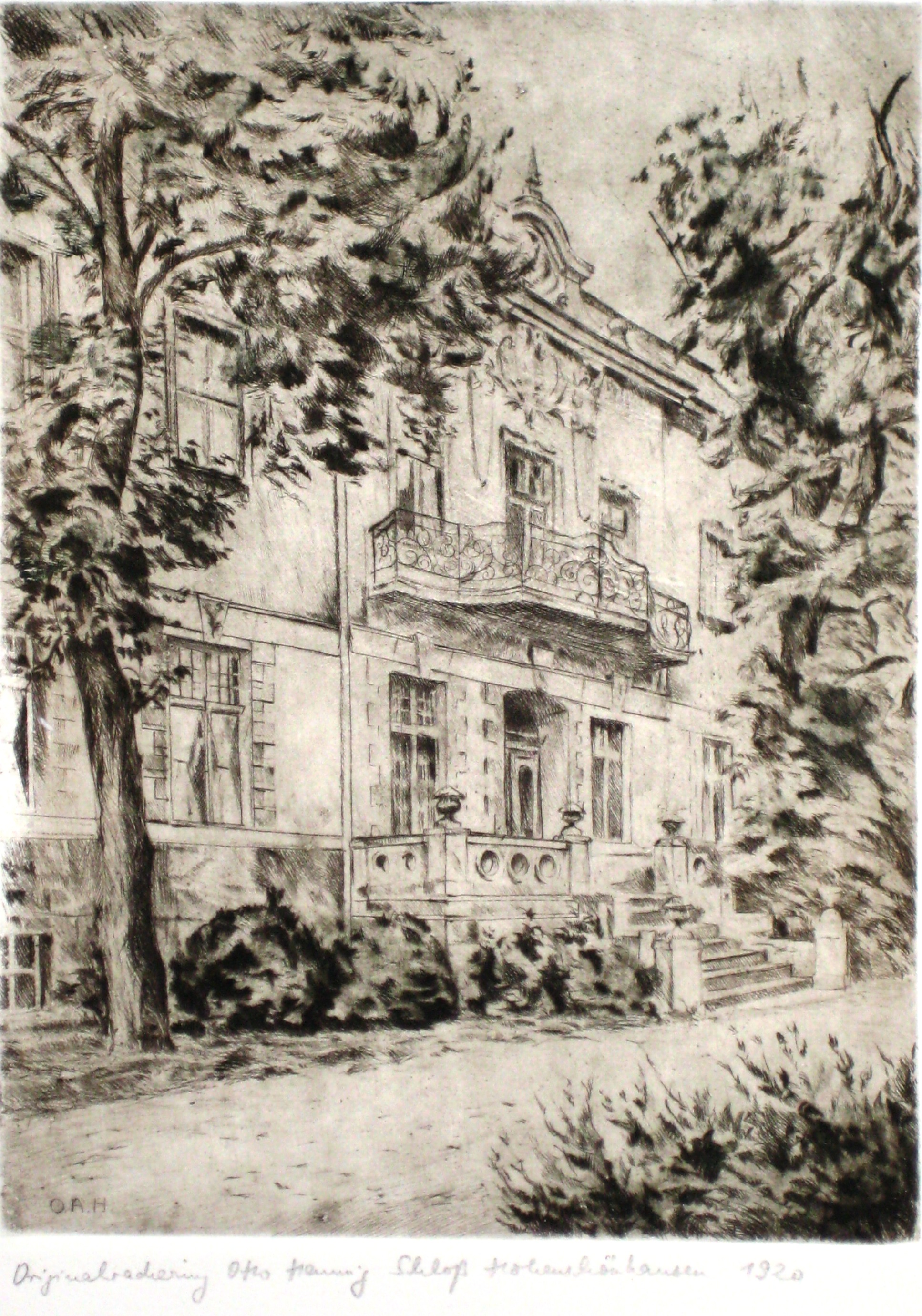
Schloss Hohenschönhausen
Radierung von Otto Hennig, 1920

Der Erfinder, Unternehmer (Fabrikbesitzer) Paul Schmidt war 1910–1929 bislang letzter Privateigentümer des ehemaligen Gutshauses. 1930 gelangte es in den Besitz der Stadt Berlin und diente zunächst als Sozialeinrichtung. Nach dem Ende des Zweiten Weltkriegs, von 1945 bis 1989 diente das Gebäude als Klinik für wechselnde medizinische Fachrichtungen, unter anderem für Geburtshilfe.
Nach der politischen Wende gelangte das Anwesen in das Eigentum des Berliner Senats, der 1993/1994 eine Nutzung als Heimatmuseum plante, was jedoch an der Finanzierung scheiterte.

### 21. Jahrhundert: Kulturelle Nutzung

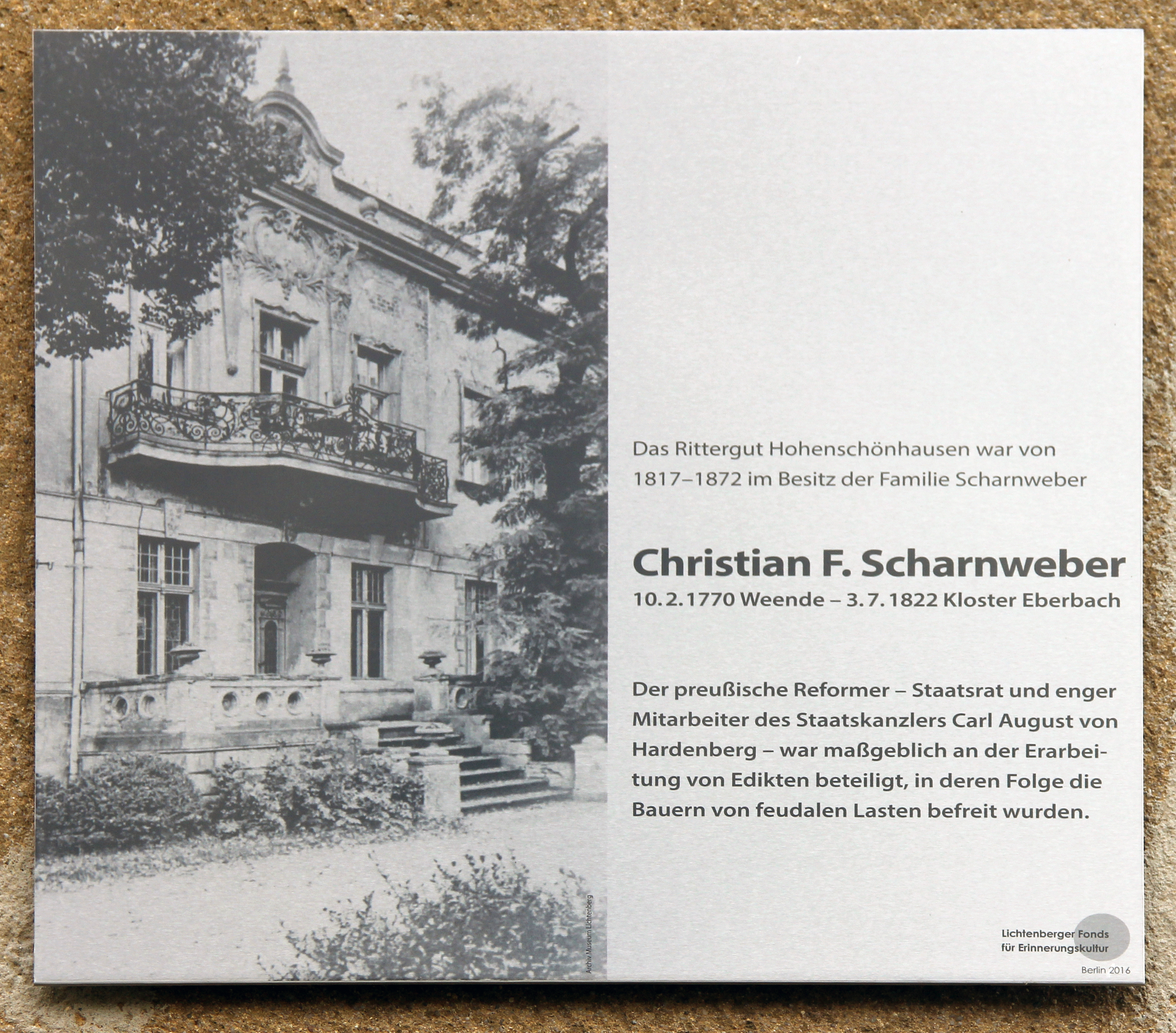
Gedenktafel am Haus, Hauptstraße 44, in Berlin-Alt-Hohenschönhausen

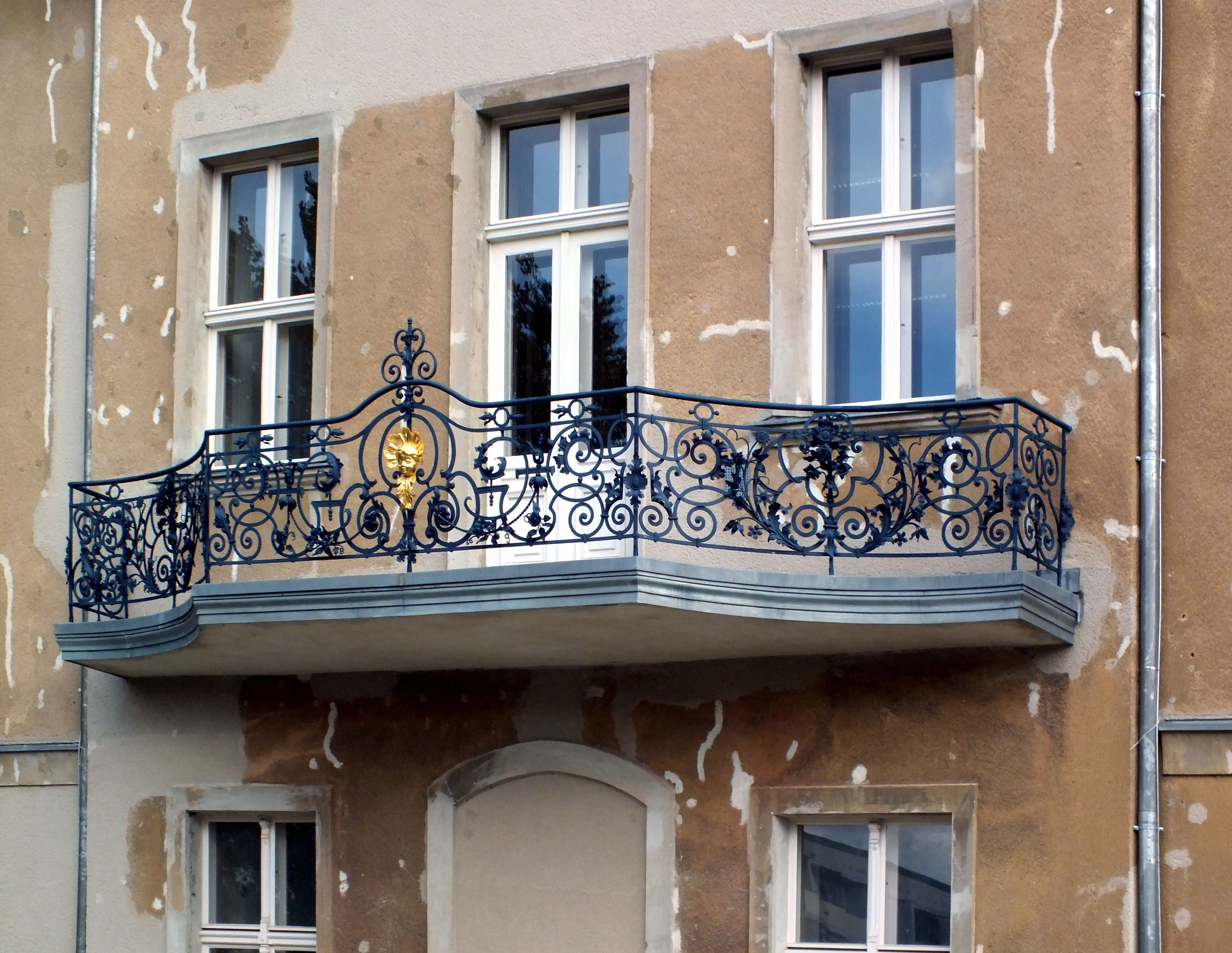
Restaurierte Balkonbrüstung, 2017

Im Jahr 1998 gründete sich der Förderverein Schloss Hohenschönhausen, der im Februar 2008 das Gutshaus mit dem dazugehörigen Grundstück erwarb und sich seitdem intensiv um die Restaurierung und Revitalisierung des Hauses kümmert. Von 2003 bis 2006 fand eine Dachsanierung statt, 2009 wurden vier Räume in der oberen Etage rekonstruiert und der Öffentlichkeit zugänglich gemacht. Der Förderverein führt regelmäßig Veranstaltungen verschiedener Art wie Ausstellungen, Lesungen, Vorträge und Konzerte in den neu gestalteten Räumlichkeiten des Schlosses durch. Zu den bekannten Persönlichkeiten, die an diesen Veranstaltungen teilgenommen haben, zählen unter anderem die ehemalige Eiskunstlauf-Weltmeisterin Christine Errath, die Kabarettisten Peter Ensikat und Dieter Hildebrandt sowie die österreichische klassische Gitarristin Johanna Beisteiner, die auch Ehrenmitglied des Fördervereins ist.

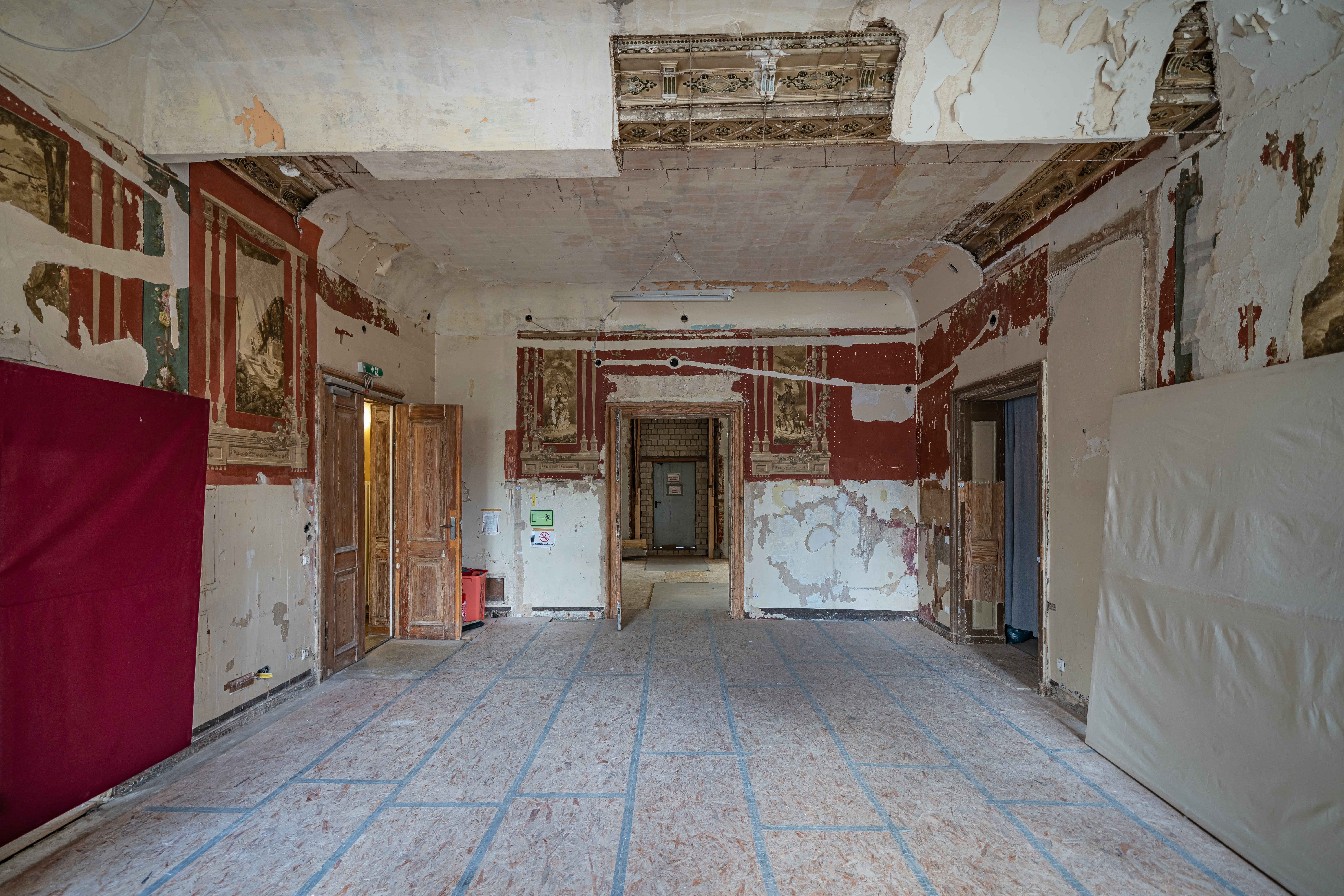
Interieur nach der Sanierung, 2022

Im Zeitraum 2015–2018 wurde das ehemalige Gutshaus im Auftrag des Fördervereins in zwei Bauabschnitten saniert und rekonstruiert. Fördermittel kamen von der Stiftung Deutsche Klassenlotterie, von der Stiftung Deutscher Denkmalschutz, vom Landesdenkmalamt Berlin und von Spendern. Trotzdem verfiel das Haus weiter.

## Ab 2021: Totalsanierung
Im November 2021 wurde bekannt, dass die Wohnungsbaugenossenschaft NEUES BERLIN das Schloss erworben hat, um es für kulturelle und gemeinwohlorientierte Veranstaltungen nutzbar zu machen.
Damit konnte nun eine umfassende Neusanierung beginnen. In Abstimmung mit dem Landesdenkmalamt Berlin wurden alle Bauteile gründlich untersucht und ihre weitere Nutzung beschlossen. Hinter Bauplanen arbeiteten vier Jahre lang zahlreiche Gewerke, vor allem musste die hölzerne Dachkonstruktion nach historischen Vorbildern neu aufgebaut werden. Im Obergeschoss entsteht nun, nach dem im Beisein prominenter Politiker gefeierten Richtfest am 22. Mai 2025, ein großer Veranstaltungsraum. Nach Abschluss aller notwendigen Bauarbeiten, die unter Verantwortung des Architekten Christoph Stolzenberg laufen, wird ein „Ort zum Wohlfühlen, Verweilen und Lernen“ mit zahlreichen Kultur- und Bildungsveranstaltungen, aber auch für die Durchführung privater Events (gegen Miete), entstehen. Der Abschluss ist für September 2026 geplant.